# Bělá (Nová Pec)
Bělá (do roku 1947 Parkfried) je vesnice, část obce Nová Pec v okrese Prachatice v Jihočeském kraji. Nachází se asi pět kilometrů severovýchodně od Nové Pece. V roce 2011 zde trvale žilo sedmnáct obyvatel.
Bělá leží v katastrálním území Nová Pec o výměře 59,91 km².

## Historie
První písemná zmínka o vesnici pochází z roku 1393. V letech 1938 až 1945 byl tehdejší Parkfried, který byl tehdy součástí Horní Plané a patřil do okresu Český Krumlov, v důsledku uzavření Mnichovské dohody přičleněn k nacistickému Německu.  Dříve byla součástí Bělé i osada Oiberg (po roce 1949 Vltava).

## Obyvatelstvo
| Rok            | 1869 | 1880 | 1890 | 1900 | 1910 | 1921 | 1930 | 1950 | 1961 | 1970 | 1980 | 1991 | 2001 | 2011 | 2021 |
| -------------- | ---- | ---- | ---- | ---- | ---- | ---- | ---- | ---- | ---- | ---- | ---- | ---- | ---- | ---- | ---- |
| Počet obyvatel | 377  | 502  | 569  | 532  | 581  | 550  | 555  | 187  | 76   | 74   | 42   | 40   | 29   | 17   | 14   |
| Počet domů     | 41   | 52   | 58   | 63   | 63   | 64   | 69   | 77   | 77   | 16   | 12   | 11   | 18   | 20   | 17   |

## Obecní správa
Při sčítání lidu v letech 1850–1959 Bělá byla samostatnou obcí, se kterým patřila nejprve do okresu Český Krumlov (v letech 1850–1910 Krumlov), ale od roku 1950 v okrese Prachatice. Od roku 1960 je částí obce Nová Pec v okrese Prachatice.
V letech 1850–1952 k obci patřily Pěkná a Želnava a v letech 1950–1952 také Slunečná a Záhvozdí.

## Pamětihodnosti
- Asi půl kilometru severně od Bělé, směrem na Želnavu, stojí u silnice křížek.